# Gottlieb Duttweiler
Gottlieb Duttweiler (Zürich, 15 augustus 1888 - aldaar, 8 juni 1962) was een Zwitsers ondernemer en politicus uit het kanton Zürich voor de Lijst van Onafhankelijken (LdU/AdI), waarvan hij oprichter was.

## Biografie
Duttweiler richtte in 1925 in Zürich de detailhandelsfirma en coöperatie Migros op, dat inmiddels naast COOP de marktleider is in Zwitserland. Door de tegenwerking van de toenmalige politiek en concurrentie richtte hij zelf een politieke partij op, namelijk de Lijst van Onafhankelijken (1935/1936), waarvoor hij tot het einde van zijn leven in de Nationale Raad en de Kantonsraad zat.
Duttweiler was sociaal actief en bepaalde dat de Migros een vast deel van zijn omzet in culturele activiteit, alsook sport en vrije tijd, moest stoppen. Hierdoor is onder andere de Migros Schoolclub ontstaan. Een andere bepaling was dat Migros geen alcohol en tabak mocht verkopen.
De Gottlieb-Duttweilerprijs, die personen beloont die veel betekenen of betekend hebben voor het algemeen welzijn, is naar hem vernoemd. De prijs wordt verleend door het gelijknamige instituut, een centrum voor economische en sociale politiek.

## Trivia
- Econome en journaliste Elsa Gasser (1896-1967) was de rechterhand van Duttweiler bij Migros.[2]